# Tweede divisie (mannenhandbal) 1994/95
De tweede divisie is de op twee na hoogste afdeling van het Nederlandse handbal bij de heren op landelijk niveau. In het seizoen 1994/1995 werden Actief P, PSV, Atomium en TKS/Saturnus Leiden kampioen en promoveerden naar de eerste divisie. Stormvogels, Sparta Groningen, Rapiditas, AHV Swift, HVM/Tachos 2, Hellas 2, Volendam 2 en UHV-DSO degradeerden naar de derde divisie.

## Opzet
- De kampioenen promoveren rechtstreeks naar de eerste divisie (mits er niet al een hogere ploeg van dezelfde vereniging in de eerste divisie speelt).
- De ploegen die als een-na-laatste (elfde) en laatste (twaalfde) eindigen degraderen rechtstreeks naar de derde divisie.

## Tweede divisie A

### Teams
| Ploeg            | Plaats            | Provincie  |
| ---------------- | ----------------- | ---------- |
| Actief P         | Eelde-Paterswolde | Drenthe    |
| DOS              | Emmer-Compascuum  | Drenthe    |
| Dalfsen          | Dalfsen           | Overijssel |
| De Griffioen     | Wolvega           | Friesland  |
| HVC              | Barger-Compascuum | Drenthe    |
| Hazewind         | Gieten            | Drenthe    |
| Sparta Groningen | Groningen         | Groningen  |
| Stormvogels      | Haaksbergen       | Overijssel |
| Tyfoon           | Zwolle            | Overijssel |
| V&K              | Groningen         | Groningen  |

### Stand
| Pos | Club             | Wed | W  | G | V  | Ptn | DV  | DT  | +/− | Opmerking                     |
| --- | ---------------- | --- | -- | - | -- | --- | --- | --- | --- | ----------------------------- |
| 1   | Actief P         | 18  | 17 | 0 | 1  | 34  | 377 | 288 | +89 | Promotie naar eerste divisie  |
| 2   | Tyfoon           | 18  | 12 | 3 | 3  | 27  | 366 | 314 | +52 |                               |
| 3   | Hazewind         | 18  | 8  | 5 | 5  | 21  | 393 | 352 | +41 |                               |
| 4   | HVC              | 18  | 9  | 2 | 7  | 20  | 369 | 326 | +43 |                               |
| 5   | DOS              | 18  | 9  | 0 | 9  | 18  | 348 | 369 | −21 |                               |
| 6   | Dalfsen          | 18  | 7  | 2 | 9  | 16  | 370 | 378 | −8  |                               |
| 7   | De Griffioen     | 18  | 7  | 2 | 9  | 16  | 316 | 339 | −23 |                               |
| 8   | V&K              | 18  | 4  | 3 | 11 | 11  | 335 | 377 | −42 |                               |
| 9   | Stormvogels      | 18  | 3  | 5 | 10 | 9   | 286 | 323 | −37 | Degradatie naar derde divisie |
| 10  | Sparta Groningen | 18  | 2  | 2 | 14 | 6   | 326 | 420 | −94 | Degradatie naar derde divisie |

## Tweede divisie B

### Teams
| Ploeg                | Plaats            | Provincie     |
| -------------------- | ----------------- | ------------- |
| AHV Achilles         | Apeldoorn         | Gelderland    |
| Schoonderbeek/ESCA 2 | Arnhem            | Gelderland    |
| HBS                  | Budel-Schoot      | Noord-Brabant |
| Jupiter '75          | Eersel            | Noord-Brabant |
| PSV                  | Eindhoven         | Noord-Brabant |
| Rapiditas            | Weert             | Limburg       |
| AHV Swift            | Arnhem            | Gelderland    |
| Visa/Swift           | Roermond          | Limburg       |
| Udi 1896             | Arnhem            | Gelderland    |
| Plabos/Zwart-Wit     | Oirsbeek-Schinnen | Limburg       |

### Stand
| Pos | Club                 | Wed | W  | G | V  | Ptn | DV  | DT  | +/−  | Opmerking                     |
| --- | -------------------- | --- | -- | - | -- | --- | --- | --- | ---- | ----------------------------- |
| 1   | PSV                  | 18  | 15 | 2 | 1  | 32  | 404 | 328 | +76  | Promotie naar eerste divisie  |
| 2   | HBS                  | 18  | 12 | 2 | 4  | 26  | 370 | 354 | +16  |                               |
| 3   | Visa/Swift           | 18  | 12 | 2 | 4  | 26  | 341 | 300 | +41  |                               |
| 4   | Jupiter '75          | 18  | 11 | 1 | 6  | 23  | 403 | 362 | +41  |                               |
| 5   | Plabos/Zwart-Wit     | 18  | 11 | 0 | 7  | 22  | 357 | 317 | +37  |                               |
| 6   | AHV Achilles         | 18  | 8  | 1 | 9  | 17  | 339 | 341 | −2   |                               |
| 7   | Udi 1896             | 18  | 6  | 2 | 10 | 14  | 297 | 288 | +9   |                               |
| 8   | Schoonderbeek/ESCA 2 | 18  | 6  | 0 | 12 | 12  | 356 | 375 | −19  |                               |
| 9   | Rapiditas            | 18  | 3  | 1 | 14 | 7   | 304 | 376 | −72  | Degradatie naar derde divisie |
| 10  | AHV Swift            | 18  | 0  | 2 | 16 | 2   | 263 | 390 | −127 | Degradatie naar derde divisie |

## Tweede divisie C

### Teams
| Ploeg              | Plaats     | Provincie     |
| ------------------ | ---------- | ------------- |
| Thrifty/Aalsmeer 3 | Aalsmeer   | Noord-Holland |
| Atomium            | Rotterdam  | Zuid-Holland  |
| Avanti             | Drunen     | Noord-Brabant |
| DWS                | Schiedam   | Zuid-Holland  |
| ZHV/Delta Sport    | Zierikzee  | Zeeland       |
| Hellas 2           | Den Haag   | Zuid-Holland  |
| Internos           | Etten-Leur | Noord-Brabant |
| Snelwiek           | Rotterdam  | Zuid-Holland  |
| HVM/Tachos 2       | Waalwijk   | Noord-Brabant |
| Fides/Westlandia   | Naaldwijk  | Zuid-Holland  |

### Stand
| Pos | Club               | Wed | W  | G | V  | Ptn | DV  | DT  | +/− | Opmerking                     |
| --- | ------------------ | --- | -- | - | -- | --- | --- | --- | --- | ----------------------------- |
| 1   | Atomium            | 18  | 12 | 3 | 3  | 27  | 400 | 353 | +47 | Promotie naar eerste divisie  |
| 2   | ZHV/Delta Sport    | 18  | 10 | 3 | 5  | 23  | 425 | 380 | +45 |                               |
| 3   | Avanti             | 18  | 9  | 5 | 4  | 23  | 325 | 308 | +17 |                               |
| 4   | Snelwiek           | 18  | 8  | 4 | 6  | 20  | 311 | 308 | +3  |                               |
| 5   | Internos           | 18  | 7  | 4 | 7  | 18  | 346 | 314 | +32 |                               |
| 6   | DWS                | 18  | 6  | 3 | 9  | 15  | 340 | 345 | −5  |                               |
| 7   | Fides/Westlandia   | 18  | 7  | 1 | 10 | 15  | 364 | 377 | −13 |                               |
| 8   | Thrifty/Aalsmeer 3 | 18  | 5  | 5 | 8  | 15  | 320 | 340 | −20 |                               |
| 9   | HVM/Tachos 2       | 18  | 5  | 3 | 10 | 13  | 342 | 371 | −29 | Degradatie naar derde divisie |
| 10  | Hellas 2           | 18  | 5  | 1 | 12 | 9   | 287 | 364 | −77 | Degradatie naar derde divisie |

## Tweede divisie D

### Teams
| Ploeg               | Plaats     | Provincie     |
| ------------------- | ---------- | ------------- |
| Thrifty/Aalsmeer 4  | Aalsmeer   | Noord-Holland |
| HMS/Achilles        | Utrecht    | Utrecht       |
| Animo               | Rijswijk   | Zuid-Holland  |
| Smeeing/BDC         | Soest      | Utrecht       |
| DSS                 | Heemskerk  | Noord-Holland |
| Van Riet/HVN Attila | Nieuwegein | Utrecht       |
| Laren               | Laren      | Noord-Holland |
| TKS/Saturnus Leiden | Leiden     | Zuid-Holland  |
| UHV-DSO             | Utrecht    | Utrecht       |
| Volendam 2          | Volendam   | Noord-Holland |

### Stand
| Pos | Club                | Wed | W  | G | V  | Ptn | DV  | DT  | +/− | Opmerking                     |
| --- | ------------------- | --- | -- | - | -- | --- | --- | --- | --- | ----------------------------- |
| 1   | TKS/Saturnus Leiden | 18  | 16 | 1 | 1  | 33  | 367 | 271 | +96 | Promotie naar eerste divisie  |
| 2   | Thrifty/Aalsmeer 4  | 18  | 14 | 0 | 4  | 28  | 374 | 315 | +59 |                               |
| 3   | Smeeing/BDC         | 18  | 10 | 2 | 6  | 22  | 336 | 294 | +42 |                               |
| 4   | Laren               | 18  | 10 | 0 | 8  | 18  | 326 | 325 | +1  |                               |
| 5   | HMS/Achilles        | 18  | 9  | 2 | 7  | 18  | 324 | 332 | −8  |                               |
| 6   | Animo               | 18  | 8  | 1 | 9  | 17  | 331 | 359 | −28 |                               |
| 7   | DSS                 | 18  | 7  | 0 | 11 | 14  | 333 | 361 | −28 |                               |
| 8   | Van Riet/HVN Attila | 18  | 5  | 1 | 12 | 11  | 316 | 337 | −21 |                               |
| 9   | Volendam 2          | 18  | 4  | 1 | 13 | 9   | 266 | 304 | −38 | Degradatie naar derde divisie |
| 10  | UHV-DSO             | 18  | 3  | 0 | 15 | 6   | 296 | 371 | −75 | Degradatie naar derde divisie |